# Catherine Hicks
Catherine Hicks, född 6 augusti 1951 i Scottsdale, Arizona, är en amerikansk skådespelare. Hon är mest känd för sin roll som mamman Annie Jackson-Camden i serien Sjunde himlen (1996-2007). Men även för rollen som  Karen Barclay i Den onda dockan (1988) och Dr. Gillian Taylor i Star Trek IV – Resan hem (1986).

## Filmografi
| År        | Titel                                   | Roll                | Noteringar                           |
| --------- | --------------------------------------- | ------------------- | ------------------------------------ |
| 1976–1978 | Ryan's Hope                             | Dr. Faith Coleridge | Regular role (210 avsnitt)           |
| 1978      | Sparrow                                 | Valerie             | Film                                 |
| 1979      | Love for Rent                           | Annie               | Film                                 |
| 1979–1980 | The Bad News Bears                      | Dr. Emily Rappant   | Huvudroll (26 avsnitt)               |
| 1980      | To Race the Wind                        | Beth                | Film                                 |
| 1980      | Marilyn: The Untold Story               | Marilyn Monroe      | Film                                 |
| 1981      | Jacqueline Susann's Valley of the Dolls | Ann Welles          | Film                                 |
| 1982–1983 | Tucker's Witch                          | Amanda Tucker       | Huvudroll (12 avsnitt )              |
| 1983      | Happy Endings                           | Lisa Sage           | Film                                 |
| 1986      | Peggy Sue gifte sig                     | Carol Heath         | Film                                 |
| 1987      | Laguna Heat                             | Jane Algernon       | Film                                 |
| 1988      | Den onda dockan                         | Karen Barclay       | Film                                 |
| 1989      | Spy                                     | Angela Berk         | Film                                 |
| 1989      | Håll tassarna borta från min dotter     | Janet Pearson       | Film                                 |
| 1990      | Running Against Time                    | Laura Whittaker     | Film                                 |
| 1991      | Hi Honey – I'm Dead                     | Carol Stadler       | Film                                 |
| 1992      | Up to No Good                           | Allison Ploutzer    | Film                                 |
| 1994      | Diagnos mord                            | Lauren Ridgeway     | Episode: "Guardian Angel"            |
| 1994      | Winnetka Road                           | Jeannie Barker      | Huvudroll (6 avsnitt)                |
| 1995      | Redwood Curtain                         | Julia Riordan       | Film                                 |
| 1995      | Mord, mina herrar                       | Pamela Crawford     | Episode: "Who Killed the Lifeguard?" |
| 1996–2007 | 7th Heaven                              | Annie Camden        | Huvudroll (242 avsnitt)              |
| 2000      | For All Time                            | Kristen             | Film                                 |
| 2008      | Poison Ivy: The Secret Society          | Elisabeth           | Film                                 |
| 2009      | Pushed                                  | Dr. Rosen           | Serie                                |
| 2009      | Stranger with My Face                   | Shelley Stratton    | Film                                 |
| 2010      | Elf Sparkle and the Special Red Dress   | Snowdorable (voice) | Film                                 |
| 2011      | Boderline Murder                        | Jean                | Film                                 |
| 2011      | Game Time: Tackling the Past            | Anna Walker         | Film                                 |
| 2011      | A Christmas Wedding Tail                | Ellen               | Film                                 |
| 2012      | Shadow of Fear                          | Annette Bramble     | Film                                 |
| 2012      | A Christmas Wedding Date                | Shirley             | Film                                 |